# Masakr u Izbici
Masakr u Izbici (alb. Masakra e Izbicës) se smatra jednim od najvećih pojedinačnih pokolja civilnog stanovništva u kosovskom ratu. Prema izveštajima, 28. marta 1999. godine, neposredno nakon početka NATO bombardovanja, srpske snage su pogubile više od stotinu kosovskih Albanaca u selu Izbica u centralnom Kosovu.
Ubijeni civili su bili pretežno muškarci koje su snage bezbednosti izdvojile iz grupe od nekoliko hiljada izbeglica proteranih iz okolnih oblasti Drenice. Za masakr u Izbici, i druge ratne zločine, je suđeno visokim vojnim i političkim rukovodiocima pred Međunarodnim sudom za ratne zločine u Hagu. U pravosnažnoj presudi Međunarodnog suda stoji sledeće:

## Spoljašnje veze
- Izbica (Human Rights Watch)
- Civilians rounded up and murdered by Serbian forces (Amnesty International)
- Massacre video matches mass grave evidence (CNN)
- Witness to Izbice Killings Speaks
- Izbica: Images of a Massacre